# Nevermore (Gauguin)
Nevermore è un dipinto del pittore francese Paul Gauguin, realizzato nel 1897 e conservato alla Courtauld Gallery di Londra.

## Descrizione

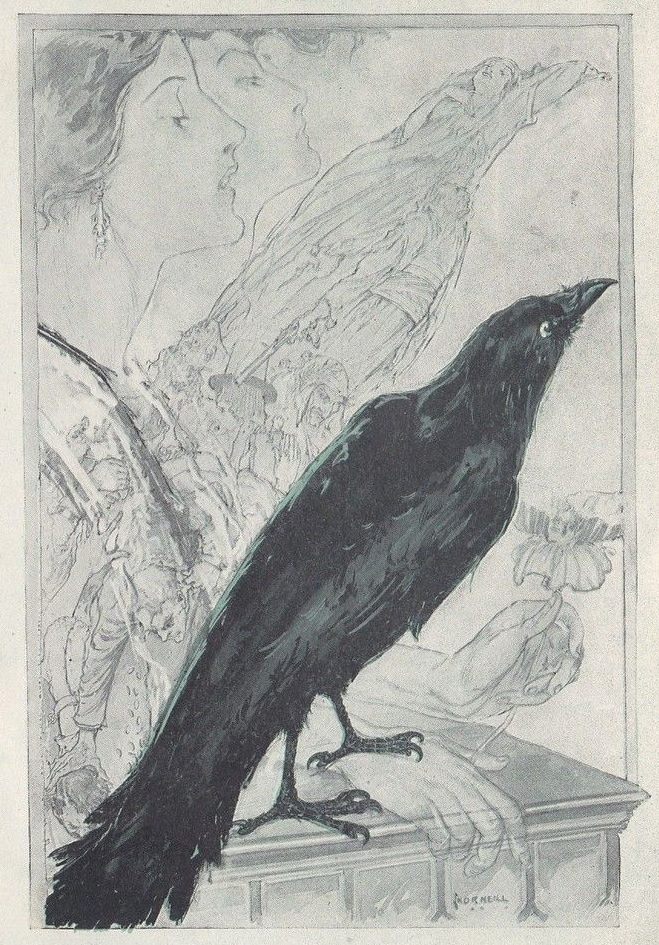
Il corvo di Poe, dopo la sua pubblicazione, è stata oggetto dell'universale curiosità. Nell'immagine un'illustrazione di John R. Neill datata 1910.

Lo spunto realizzativo di quest'opera gauguiniana è di natura prettamente letteraria e proviene dalla poesia Il corvo del poeta e narratore statunitense Edgar Allan Poe. Di seguito viene riportato un commento di Charles Baudelaire datato al 1852 finalizzato a riassumere icasticamente la trama dell'opera:
Particolarmente intensa fu la forza di irradiazione subito esercitata dal poema di Poe, il quale fu tradotto in lingua francese innanzitutto dallo stesso Baudelaire e poi dal simbolista Stéphane Mallarmé, che ne apprezzò la versificazione pura, libera, fatta musica e magia evocativa e che non aveva «altra ambizione che quella di rendere qualcuno degli straordinari effetti sonori della musica originale», per usare le sue stesse parole.
Nevermore, la funebre parola ripetuta incessantemente dal corvo e riposta a chiusa di ciascuna delle diciotto strofe del poema, è anche il titolo di questo quadro di Gauguin, il quale in questo modo intendeva omaggiare la bella traduzione di Mallarmé. Nevermore, in effetti, è anche la scritta vergata sulla parete in fondo al dipinto: se, tuttavia, Poe voleva simboleggiare in questo modo l'irrimediabile smentita di ogni speranza umana, Gauguin con quest'opera intendeva solo realizzare un «semplice nudo» dalla sensualità primitiva ed esotica al tempo stesso. Malgrado le intenzioni dell'autore, tuttavia, Nevermore emana un'aura di disagio e di impalpabile tristezza. In primo piano, modellata sull'esempio dell'Olympia di Manet, troviamo Pahura, la giovane vahiné (moglie) tahitiana di Gauguin: è distesa senza veli in un interno domestico dall'aspetto rustico. Il suo volto, tuttavia, tradisce un'angoscia ombrosa, oscura, come se covasse un dilaniante sospetto. Ed ecco che, dietro di lei, troviamo due inquietanti figure femminili intente a confabulare: sono semplici passanti, compagne erotiche di Pahura o spiriti malevoli? Nessuno saprà mai dirlo, ma basta la loro presenza a rendere l'atmosfera del dipinto particolarmente tesa. Sulla finestra in fondo, infine, è appollaiato un corvo, evidente riferimento al poema di Poe e al suo universo macabro. Curioso notare, infine, come nonostante la sua carica oppressiva ed inquietante Nevermore sia stato eletto «il più romantico dipinto della Gran Bretagna» a seguito di un sondaggio varato dall'Art Fund nel 2010.